# You Are EMPTY
You Are EMPTY est un jeu vidéo ukrainien de tir à la première personne qui fonctionne sur Windows. Le jeu a été développé par Digital Spray Studios puis édité par 1C Company et Atari Inc.] (États-Unis).

## Scénario
Après un réveil difficile, le personnage incarné par le joueur réalise rapidement qu'il se trouve dans un hôpital psychiatrique où les patients sont tous horriblement défigurés. Les infirmières à tête de mort jettent des objets sur le personnage, des infirmes assènent des coups de gourdin. Il faut s'échapper de cet endroit dément.

Dehors, les choses sont pires. Après avoir lutté contre des espèces de zombies, le personnage se retrouve dans une ville qui évoque une URSS dans laquelle une horrible expérimentation biologique aurait eu lieu. Le joueur y fait plusieurs rencontres cauchemardesques, comme celle d'un poulet géant muté.

## Système de jeu
Il s'agit d'un jeu de tir à la première personne assez classique : le joueur commence par trouver une clé à molette, comme le pied-de-biche de Half-Life, puis rapidement, une arme de poing, puis une mitrailleuse, des cocktails molotovs et d'autres armes automatiques.

## Commentaires
Le combat rapproché avec la clé à molette laisse à désirer : la distance est très difficile à évaluer, et une certaine frustration est engendrée au début. L'ambiance est particulière, grotesque. Cela dit, la relative facilité du jeu peut être augmentée en réglant les préférences. Le jeu est très linéaire, comme la plupart des jeux de tir à la première personne. L'originalité de ce jeu réside dans les décors, très bien conçus, et à l'ambiance très gore. Le jeu n'est pas sans faire penser à l'ambiance de la série Resident Evil.